# Henry Rollins
Henry Rollins (* jako Henry Lawrence Garfield, 13. února 1961) je americký zpěvák, herec, písničkář, spisovatel, komik, vydavatel a DJ.
Po působení v krátce fungující washingtonské skupině State of Alert se v roce 1981 stal členem kalifornské hardcore skupiny Black Flag, kde působil do roku 1986. Brzy po rozpadu Black Flag založil nezávislou nahrávací společnost a nakladatelství 2.13.61 přes které vydává alba svých řečnických vystoupení. Dále založil skupinu Rollins Band, se kterou jezdil na tour mezi lety 1987 až 2003 a 2006 s řadou různě se měnících sestav.
Díky svému drsnému vzezření účinkoval v seriálu Zákon gangu či epizodní roli v Californication. Jako host vystoupil ve filmu Jackass 2, zahrál si ve filmu Mizerové II a dalších seriálech a filmech.

## Práce

### State of Alert
- No Policy (1981)
- tři skladby na albu Flex Your Head (1982)

### Black Flag
- Damaged (1981)
- My War (1984)
- Family Man (1984)
- Slip It In (1984)
- Loose Nut (1985)
- In My Head (1985)

### Sólová alba
- Hot Animal Machine (1987)
- Drive by Shooting (1987)

### Studiová alba s Rollins Band
- Life Time (1987, re-release 1999)
- Hard Volume (1989, re-release 1999)
- The End of Silence (1992, double-CD re-release 2002)
- Weight (1994)
- Come In and Burn (1997)
- Get Some Go Again (2000)
- Nice (2001)
- Rise Above: 24 Black Flag Songs to Benefit the West Memphis Three (2002)